# Juliaipole
Juliaipole (en ucraniano: Гуляйполе, romanizado: Huliaipole, lit. 'campo de paseo'; en ruso: Гуляйполе) una ciudad ucraniana perteneciente al óblast de Zaporiyia. Situada en el sur del país, forma parte del raión de Pologi y centro del municipio (hromada) de Juliaipole.
Se encuentra en el corazón del sur industrial, cerca de Bajmut, Dnipró, y Zaporiyia. En los mapas antiguos Gulái-Pole era uno de los lugares destacados entre las poblaciones ucranianas, mientras que hoy en día ha perdido gran parte de su influencia e importancia.

## Geografía
Juliaipole se sitúa en la orilla del río Gaichur, 98 km al oeste de Zaporiyia.

## Historia
Antes de la anexión del kanato de Crimea por el Imperio ruso, el área fue poblada principalmente por los cosacos de Zaporoyia y la horda nómada de los nogayos menores.
La villa de Guliái Pole se fundó en 1770 en territorios del antiguo Sich de Zaporiyia como puesto avanzado para la protección del kanato de Crimea durante la guerra ruso-turca (1768-1774), al cabo de la cual pasó de depender de Imperio otomano a pertenecer al Imperio ruso. Los cosacos locales huyeron al exilio o fueron sometidos a la servidumbre, y más tarde llegaron campesinos de las regiones de Kiev, Cherníguiv, Poltava y Ucrania Libre. En 1797 se construyó la iglesia ortodoxa de madera, y Juliaipole se convirtió en el centro del municipio del uyezd de Alexandrovsk.
Desde mediados del siglo XIX hasta principios del siglo XX, el pueblo de Juliaipole se transformó en una ciudad comercial e industrial. En 1859, tuvo lugar la primera feria comercial, y ya había más de cincuenta empresas comerciales con una facturación total de 1 millón de rublos. El aumento del comercio contribuyó a una gran afluencia de población y en el período posterior a la reforma, las empresas industriales surgieron una tras otra en Juliaipole. En 1898, se colocó cerca el ferrocarril Chápline-Berdiansk, lo que tuvo un efecto positivo en el desarrollo económico del pueblo.

### SigloXX
Se convirtió en el centro político y espiritual de los combatientes anarquistas del Ejército Negro que en 1917 expulsaron a los terratenientes de sus propiedades y las repartieron entre los campesinos, que en 1918, tras el Tratado de Brest-Litovsk, combatieron contra las tropas de ocupación austrohúngaras y contra el Ejército Verde de la RADA, que en 1919 lo hicieron contra el Ejército Blanco comandado por el general Denikin. En Guliái Pole nació Néstor Majnó en 1889, la que luego sería figura emblemática del movimiento revolucionario anarquista conocido como Ejército Negro, así como la mayoría de sus comandantes militares y líderes como Simón Karétnik, Márchenko, Grigory Vasilevsky, Borís Veretélnikov, Petró Gavrilenko o los hermanos Lepétchenko.
Después de la Primera Guerra Mundial, se produjeron nuevas transformaciones socioeconómicas en Juliaipole, provocadas por el cambio de poder estatal y régimen político. Entre 1917 y 1921, como reflejo de la turbulencia en la región provocada por la guerra civil rusa (y la Guerra de Independencia de Ucrania concurrente), la ciudad cambió de manos no menos de dieciséis veces. Durante este período, Juliaipole estuvo en manos de las fuerzas austrohúngaras, el Ejército Rojo, la República Popular de Ucrania, el Hetmanato, el Ejército Blanco de Antón Denikin y el Ejército Insurgente de Néstor Majnó, entre otros. Durante el conflicto, Juliaipole se hizo ampliamente conocida en 1917 por la expulsión de los terratenientes de sus propiedades y su reparto entre los campesinos; también como la sede del Ejército Negro de Ucrania y como la capital del Territorio Libre. Empero los socialistas bolcheviques de Moscú declararon que el Consejo de Juliaipole era contrarrevolucionario y en 1920 el Ejército Rojo les combatió hasta el último hombre.
Durante la industrialización de la década de 1930, se comenzó a tener lugar un rápido desarrollo industrial en Guliái Pole, lo que resultó en que obtuviera el estatus de ciudad en 1938. Mientras tanto, al menos 108 residentes murieron durante el Holodomor de 1932-1933.
El 5 de octubre de 1941, como consecuencia de la ofensiva alemana en la Segunda Guerra Mundial, las tropas soviéticas huyeron de la ciudad y fue ocupada por la Wehrmacht. El 16 de septiembre de 1943 fue liberado por las tropas soviéticas del frente sur durante la operación Galope.
En el momento de la declaración de independencia de Ucrania, la base de la economía de la ciudad era una planta de maquinaria agrícola, una planta de pinturas y barnices, una fábrica de calzado y empresas de la industria alimentaria. En mayo de 1995, el gobierno de Ucrania aprobó la decisión sobre la privatización de la planta de maquinaria agrícola, la planta de pinturas y barnices, las plantas agrícolas y químicas regionales. En julio de 1995, se aprobó una decisión sobre la privatización de la granja estatal.

### SigloXXI
Hasta el 18 de julio de 2020, Juliaipole era el centro del raión de Juliaipole. El raión se abolió en julio de 2020 como parte de la reforma administrativa de Ucrania, que redujo el número de rayones del óblast de Zaporiyia a cinco. El área de raión de Juliaipole se fusionó con el raión de Pologi.
Durante la invasión rusa de Ucrania de 2022, según la presidencia ucraniana, la ciudad era uno de los principales objetivos de las ofensivas de abril de 2022. Desde entonces Juliaipole ha sufrido importantes daños materiales por situarse en una de las líneas de contacto entre los ejércitos ucraniano y ruso. Muchos de sus habitantes han sido evacuados por la administración local durante la batalla por Juliaipole.

## Demografía
La evolución de la población de Juliaipole entre 1810 y 2021 fue la siguiente:
| 1852                                                          | 2521 | 10 000 | 16 150 | 12 027 | 16 449 | 17 220 | 16 236 | 17 053 | 19 198 | 17 077 | 14 358 | 13 994 | 13 070 |
| (Fuente: Cities & Towns of Ukraine y UKRAINE: Größere Städte) |      |        |        |        |        |        |        |        |        |        |        |        |        |

Según el censo de 2001, la lengua materna de la mayoría de los habitantes, el 94,5%, es el ucraniano; del 5,24% es el ruso.

## Infraestructura

### Arquitectura, monumentos y lugares de interés
La ciudad cuenta con un museo local que cuenta la larga historia e importancia del asentamiento, situado en un antiguo edificio bancario de 1901.

### Transporte
Las carreteras T-0814 y T-0401 pasan por la localidad. Juliaipole se encuentra a 7 km de la estación de tren, en la línea Pologi-Chápline.

## Personas ilustres
- Alexander Semeniuta (1883-1910): intelectual anarquista ucraniano y líder de la Unión de Campesinos Pobres.
- Voldemar Antoni (1886-1974): intelectual anarquista ucraniano y fundador de la Unión de Campesinos Pobres.
- Simón Karétnik (1893-1920): anarquista ucraniano que fue comandante del Ejército Negro de Ucrania.
- Néstor Majnó (1889-1934): revolucionario anarquista ucraniano que fue el líder del Territorio Libre.[28]
- Vilen Kaliuta (1930-1999): director de cine ucraniano.

## Galería

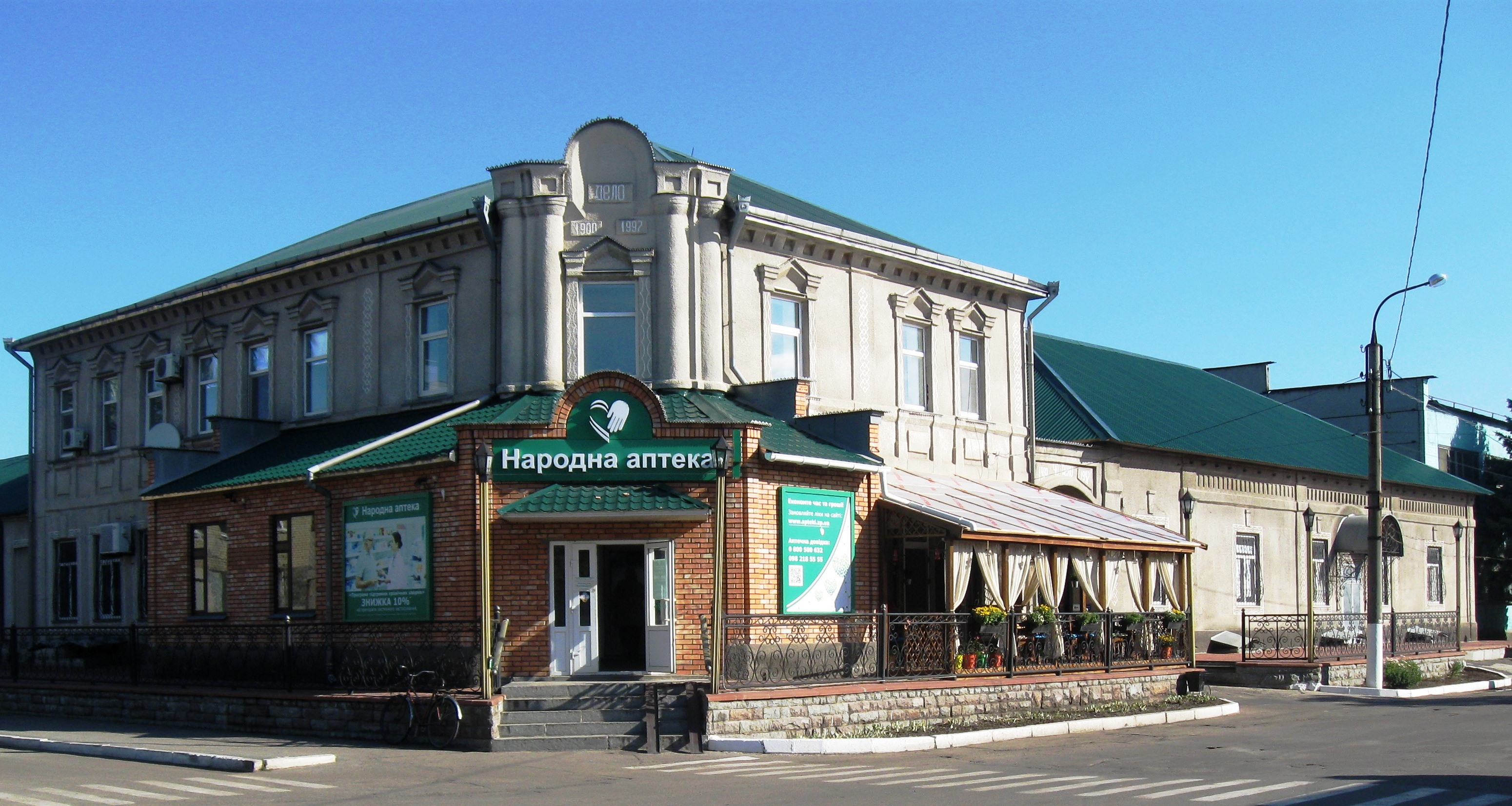
La casa del comerciante Karmanov
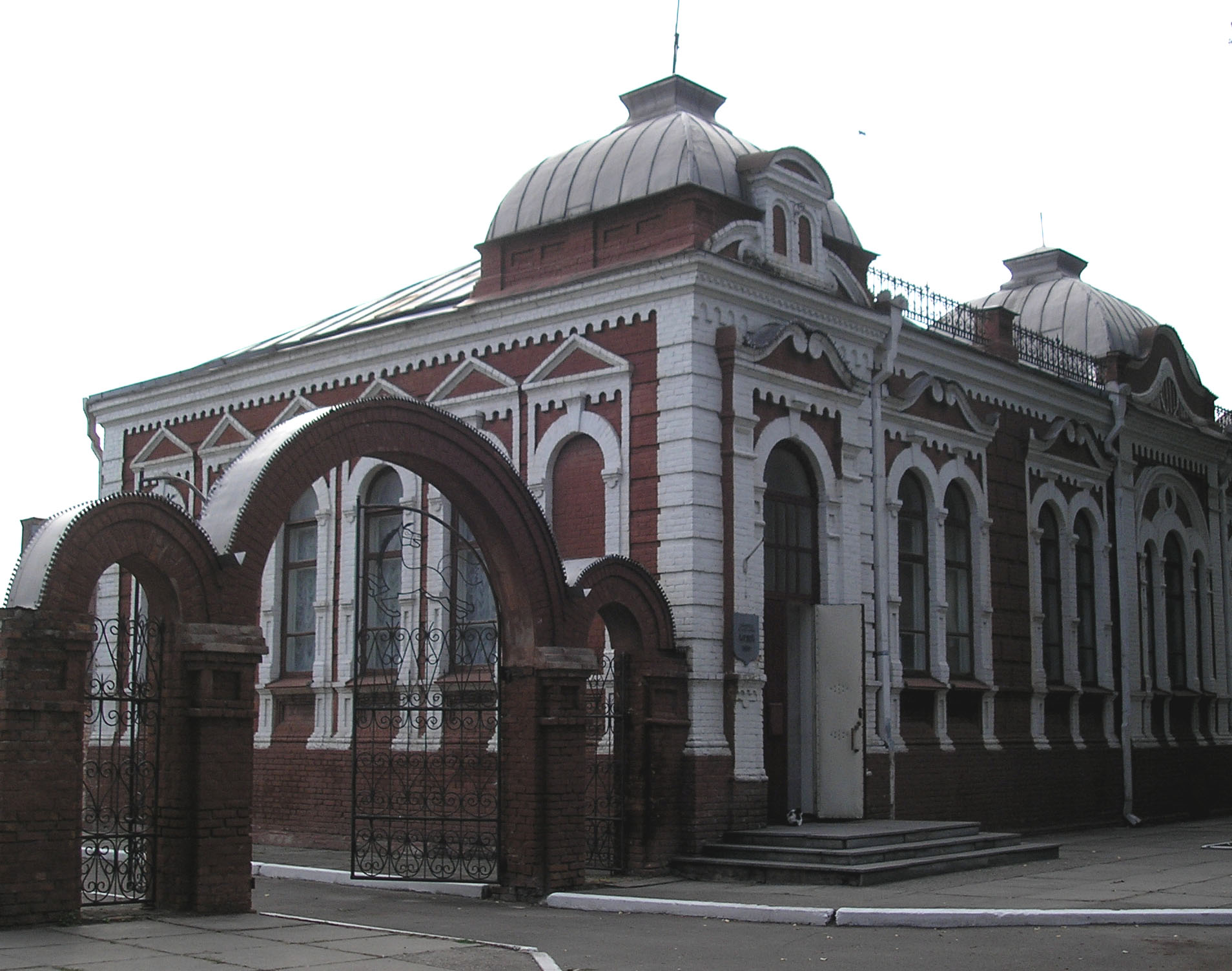
Museo de Guliaipole
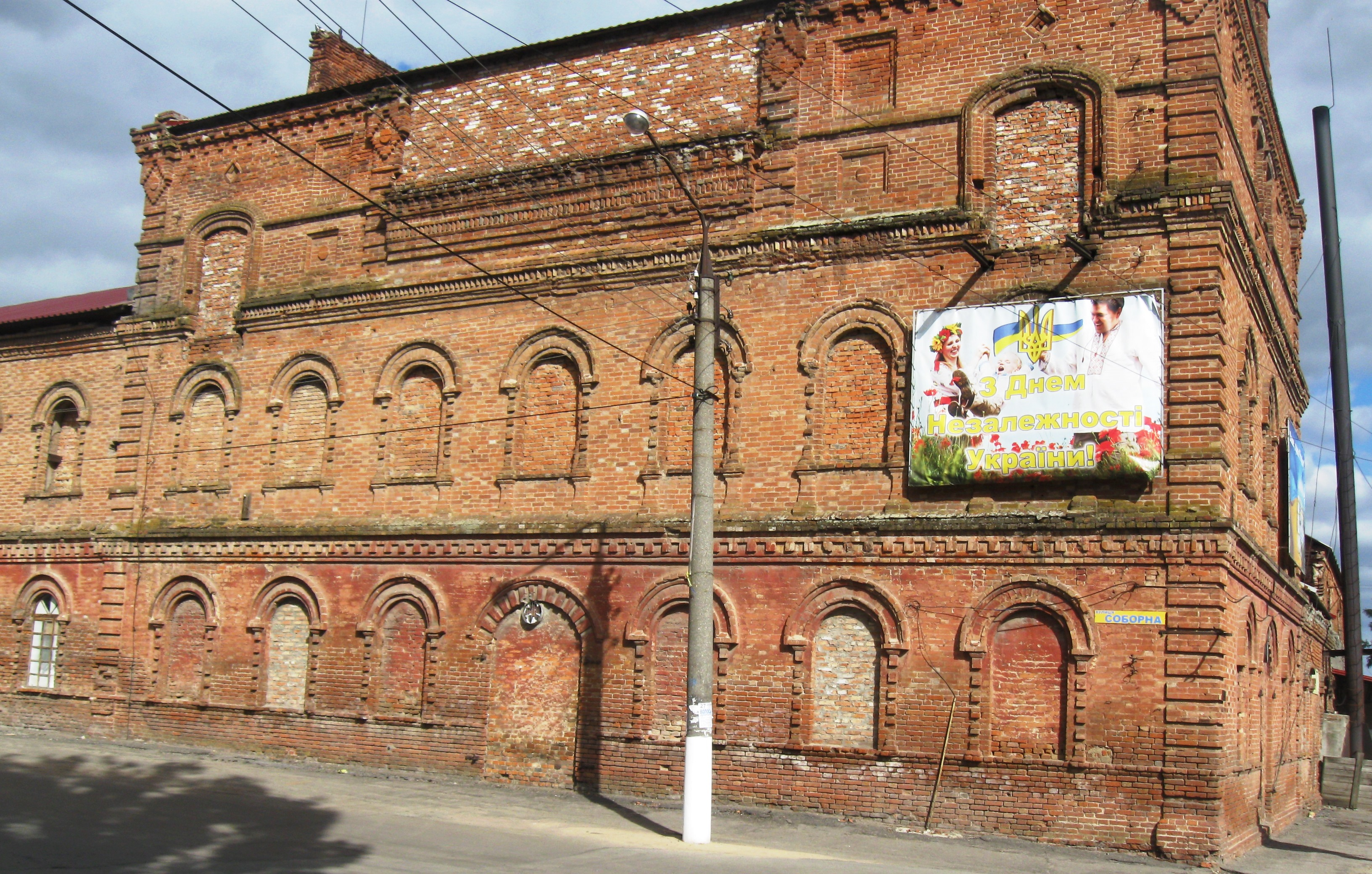
Edificio del molino
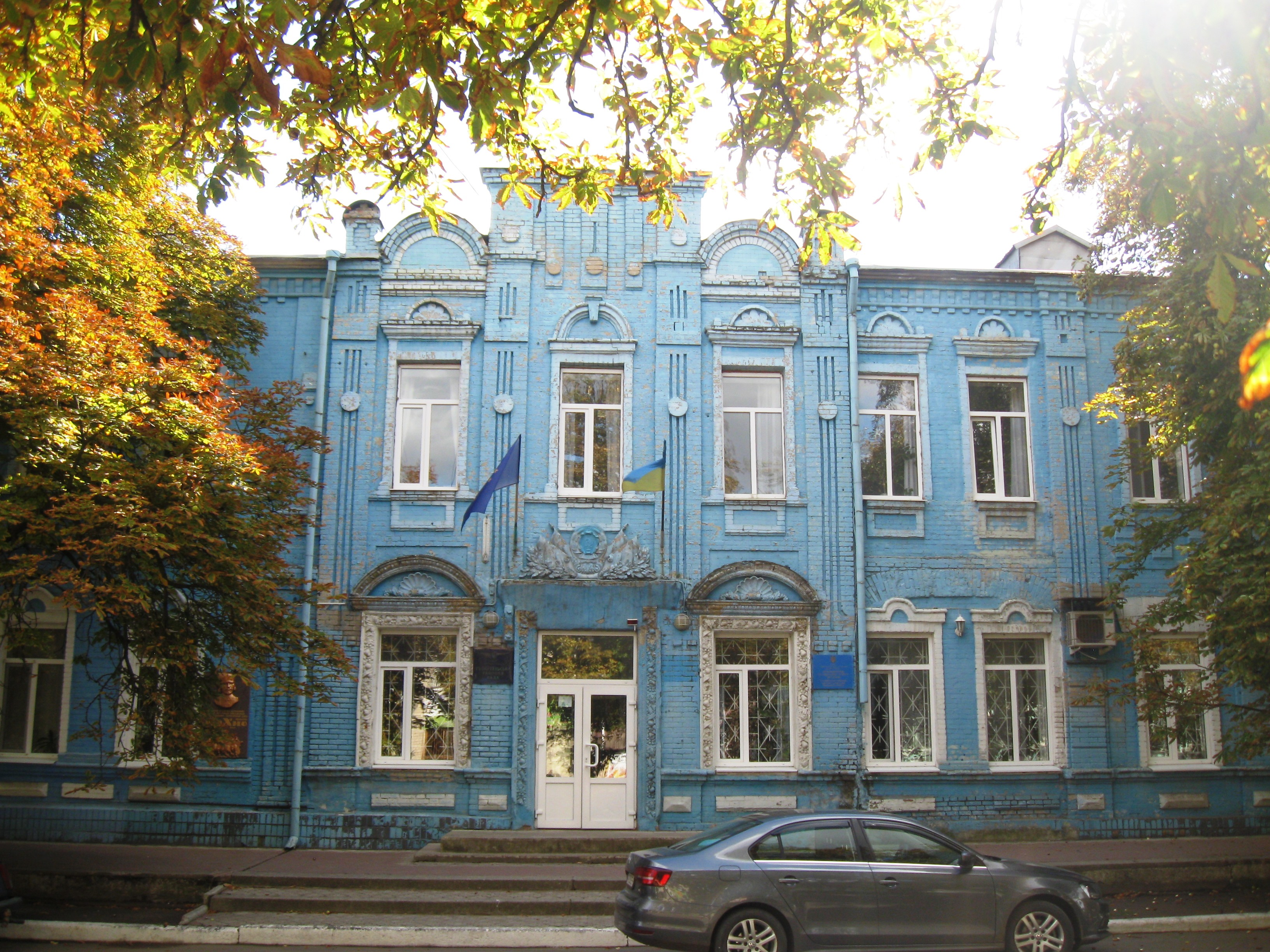
Edificio administrativo
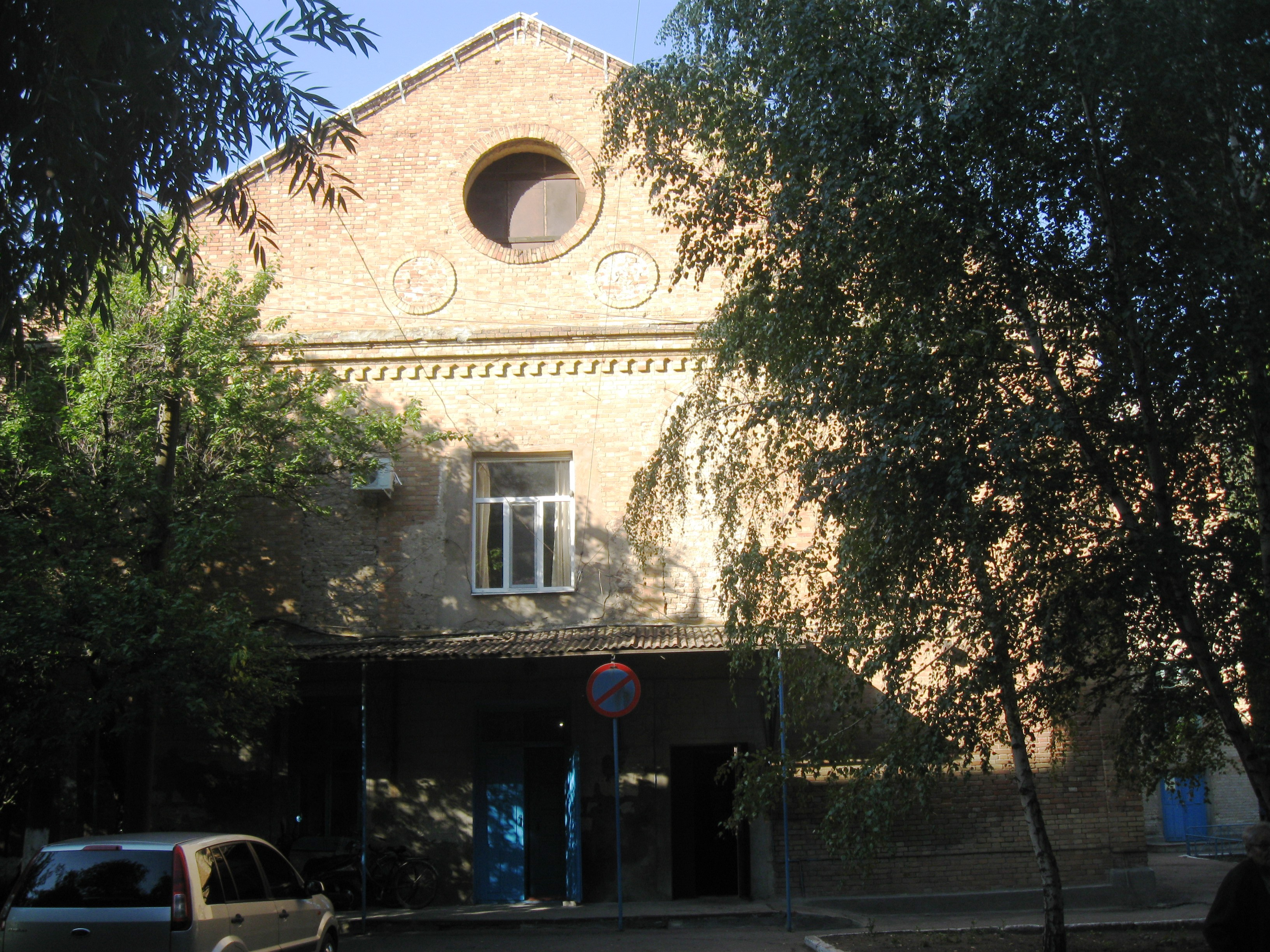
Instituto de profesores
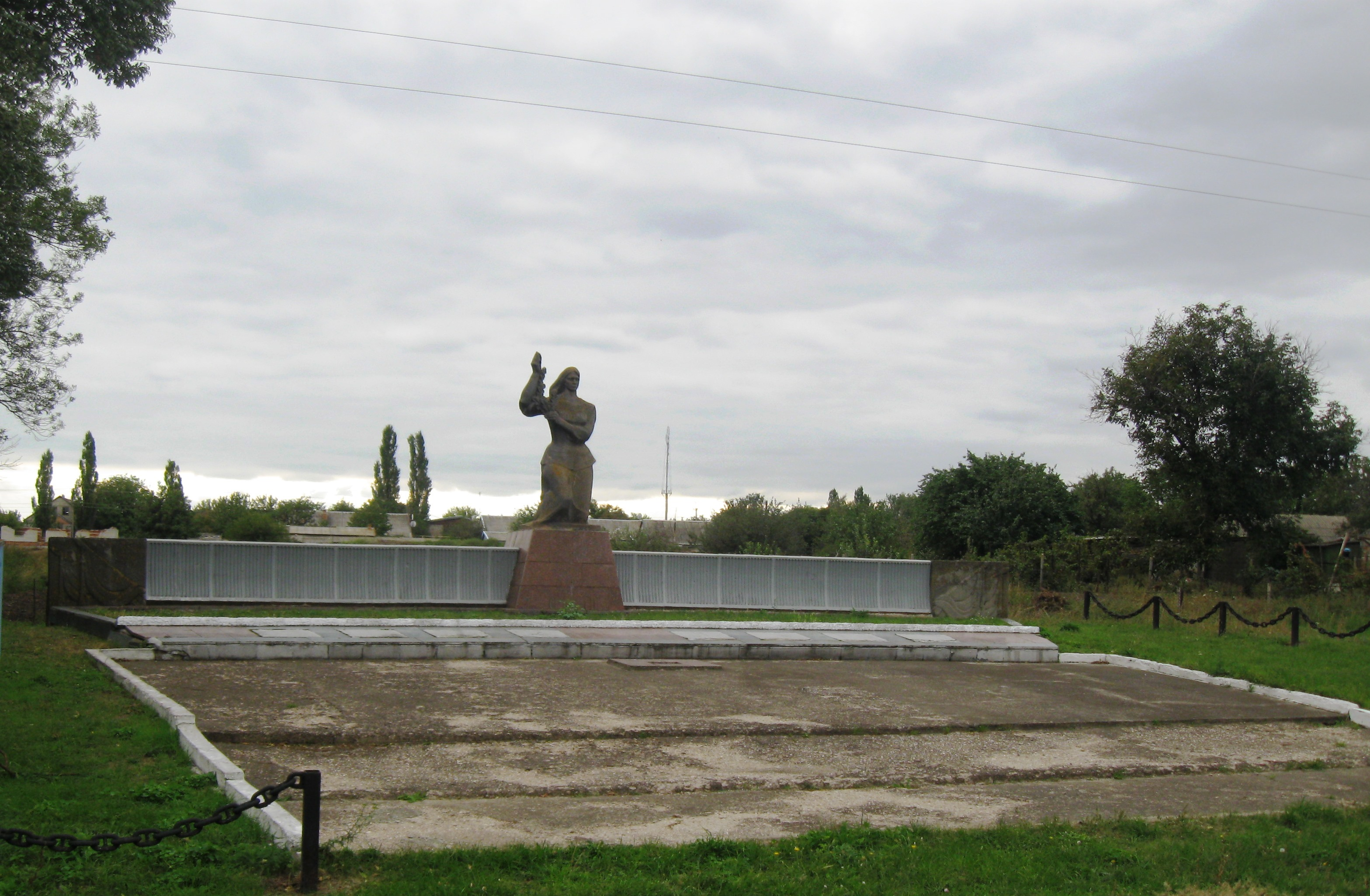
Monumento soviético de la Segunda Guerra Mundial